# Serguéi Liapunov

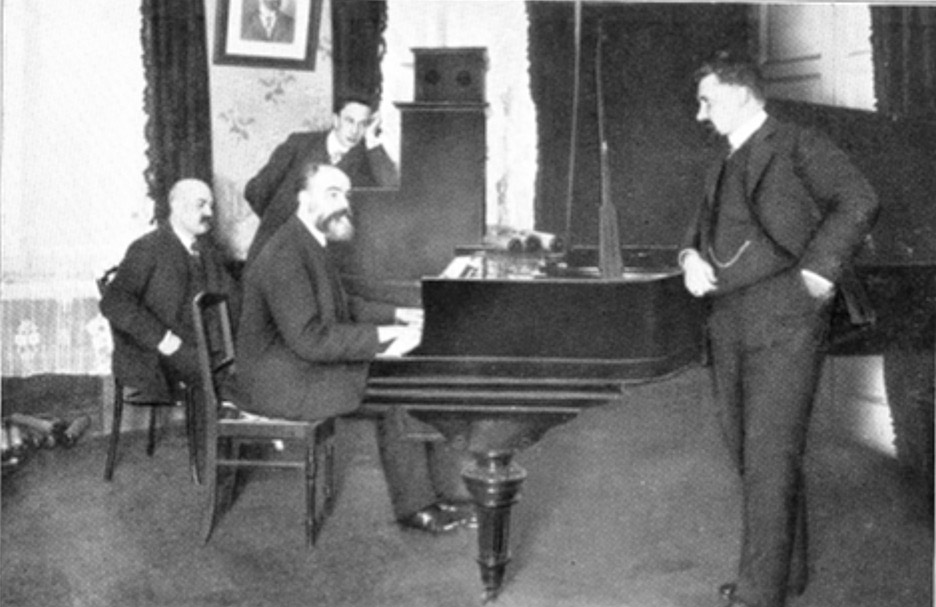
Grabación de Serguéi Liapunov en 1910 para Welte-Mignon.

Serguéi Mijáilovich Liapunov (en ruso: Сергей Михайлович Ляпунов; Yaroslavl, 30 de noviembre de 1859-París, 8 de noviembre de 1924) fue un compositor y pianista ruso. Fue hermano del matemático y físico Aleksandr Liapunov.

## Vida
A los ocho años, tras la muerte de su padre Mijaíl Liapunov en Yaroslavl, se trasladó junto con su madre y sus dos hermanos, Aleksandr y Borís, a Nizhni Nóvgorod. Allí fue a la escuela primaria, y también recibió clases en la nueva escuela de la Sociedad Musical Rusa. Por recomendación de Nikolái Rubinstein, el director del Conservatorio de Moscú, ingresó en esta institución en 1878. Sus principales maestros fueron Karl Klindworth (piano), un antiguo alumno de Liszt, y Serguéi Tanéyev (composición), antiguo alumno de Chaikovski y su sucesor en el conservatorio.
Se graduó en 1883, más atraído por los elementos nacionalistas en la música de la Nueva Escuela Rusa que por el enfoque más cosmopolita de Chaikovski y Tanéyev. Fue a San Petersburgo en 1885 para encontrar a Mili Balákirev, y se convirtió en el miembro más importante de su último grupo de amistades. Balákirev, que había nacido y crecido en Nizhni Nóvgorod, tomó a Liapunov bajo su protección, y supervisó sus primeras composiciones tan meticulosamente como lo que había hecho con los miembros de su grupo durante la década de 1860, ahora conocidos como Los Cinco. La influencia de Balákirev se convirtió así en la influencia dominante en su vida creativa
En 1893, la Sociedad Geográfica Imperial encargó a Liapunov, junto con Balákirev y Anatoli Liádov, recopilar canciones folclóricas de las regiones de Vólogda, Vyatka y Kostromá. Recopilaron cerca de 300 canciones, que la sociedad publicó en 1897. Liapunov arregló 30 de estas canciones para voz y piano, y usó auténticas canciones populares en varias de sus composiciones durante la década de 1890.
Sucedió a Nikolái Rimski-Kórsakov como director asistente de música en la Capilla Imperial, y se convirtió en el director de la Escuela Libre de Música y, a continuación, en su presidente, además de ser nombrado profesor del Conservatorio de San Petersburgo en 1911. Después de la Revolución rusa, emigró a París en 1923 y dirigió una escuela de música para inmigrantes rusos, pero murió de un ataque al corazón al año siguiente. Durante muchos años, la versión oficial soviética fue que Liapunov había muerto durante una gira de conciertos en París, sin ningún reconocimiento de su exilio voluntario.
Liapunov disfrutó de una exitosa carrera como pianista. Realizó varias giras por Europa occidental, incluyendo una por Alemania y Austria en 1910-1911. Desde 1904 también actuó como director de orquesta, siendo invitado a subir al podio en Berlín y Leipzig en 1907
Liapunov es conocido principalmente por sus Doce estudios de ejecución trascendental, escritos en memoria de Liszt. En primavera de 1910, Liapunov grabó varias de sus obras para la pianola Welte-Mignon (op. 11, núms. 1, 5, y 12, op. 35).

## Obras

### Obras con número de opus
- Op. 1 - Tres Piezas
  1. Estudio en re bemol
  2. Intermezzo en mi bemol menor
  3. Vals in la bemol mayor
- Op. 2 - Balada (orquesta, 1883; también versión para 2 pianos)
- Op. 3 - Reverie du soir
- Op. 4 - Concierto para piano y orquesta núm. 1 en Mi bemol menor (1890)
- Op. 5 - Impromptu, La bemol mayor
- Op. 6 - Siete Preludios
- Op. 7 - Obertura Solemne  sobre temas rusos (1886)
- Op. 8 - Nocturno en Re bemol
- Op. 9 - 2 Mazurkas (1898)
- Op. 10 - 30 canciones folclóricas rusas
- Op. 11 - 12 Estudios Trascendentales (dedicados a Franz Liszt)
  1. Berceuse ( "Canción de cuna") en Fa # mayor
  2. Ronde des fantômes ("Baile de los fantasmas") en Re # menor
  3. Carillón en Si mayor
  4. Terek ( "El río Terek") en Sol # menor
  5. Nuit d'été ( "Noche de verano") en Mi mayor
  6. Tempête ( "Tempestad") en Do # menor
  7. Idylle ("Idilio") en La mayor
  8. Chant épique ( "Canción épica") en Fa # menor
  9. Harpes Eoliennes ( "Arpas eólicas") en Re mayor
  10. Lesghinka en Si menor
  11. Ronde des sylphes ( "Danza de las sílfides") en Sol mayor
  12. Elégie en mémoire de François Liszt ( "Elegía en memoria de Liszt") en Mi menor
- Op. 12 - Sinfonía N º 1 en Si menor (1887)
- Op. 13 - 35 canciones folclóricas rusas (1897)
- Op. 14 - 4 canciones
- Op. 15 - Canciones rusas (1900)
- Op. 16 - Polonesa para Gran Orquesta, en Re mayor (1902) [arreglada más tarde (posiblemente no por el compositor?) para piano solo, piano a 4 manos y 2 pianos a 8 manos]
- Op. 17 - Mazurka N º 3
- Op. 18 - Novelette
- Op. 19 - Mazurka N ° 4
- Op. 20 - Valse pensive
- Op. 21 - Mazurka N º 5
- Op. 22 - Chant du crépuscule
- Op. 23 - Valse-Impromptu  No. 1
- Op. 24 - Mazurka N º 6
- Op. 25 - Tarantela
- Op. 26 - Chant d'automne
- Op. 27 - Sonata para piano en Fa menor
- Op. 28 - Rapsodia sobre Temas ucranianos
- Op. 29 - Valse-Impromptu  No. 2
- Op. 30 - 4 canciones
- Op. 31 - Mazurka N º 7
- Op. 32 - 4 canciones
- Op. 33 - Dos piezas para piano de Ruslan y Ludmilla (Glinka)
  1. La nana de las hadas
  2. Lucha y muerte de Tchernomor
- Op. 34 - Humoresque
- Op. 35 - Divertimentos
  1. Loup-Garou
  2. Le Vautour: juego de niños
  3. Ronde des enfants
  4. Colin-Maillard
  5. Chansonette enfantine
  6. Jeu de curse
- Op. 36 - Mazurka N º 8
- Op. 37 - Poema sinfónico en memoria de Chopin "Zhelazova Vola" (cirílico, Жeлaзoвa Вoлa;  una referencia al lugar de nacimiento de Chopin Żelazowa Wola)
- Op. 38 - Concierto para piano y orquesta N º 2 en Mi mayor
- Op. 39 - Tres Canciones
- Op. 40 - Tres Piezas
  1. Preludio
  2. Elegía
  3. Humoresque
- Op. 41 - Navidades
  1. Noche de Navidad
  2. Ofrenda de los Reyes Magos
  3. Cantantes de Navidad
  4. Villancico
- Op. 42 - Tres canciones (1910-11)
- Op. 43 - Siete canciones (1911)
- Op. 44 - Tres canciones (1911)
- Op. 45 - Scherzo (1911)
- Op. 46 - Barcarola
- Op. 47 - Cinco Cuartetos (voces masculinas)
- Op. 48 - Cinco Cuartetos (voces masculinas; 1912)
- Op. 49 - Variaciones sobre un Tema Ruso (1912)
- Op. 50 - Cuatro canciones (1912)
- Op. 51 - Cuatro canciones (1912)
- Op. 52 - Cuatro canciones (1912)
- Op. 53 - Hashish
- Op. 54 - Preludio Pastoral (órgano)
- Op. 54B - Preludio Pastoral (arr. 2p) (sin confirmar si el arreglo es del compositor)
- Op. 55 - Gran Polonesa de Concierto (dedicada a Josef Lhevinne)
- Op. 56 - Cuatro canciones (1913)
- Op. 57 - Tres Piezas (1913)
- Op. 58 - Preludio y Fuga (1913)
- Op. 59 - Seis piezas fáciles
  1. Jeu de Paume (jugando a la pelota)
  2. Berceuse d'un Poupée (Canción de cuna para una muñeca)
  3. Sur un escarpolette (En los columpios)
  4. A cheval sur un bâton (a caballo sobre en un palo)
  5. Conte de la bonne ( "La Vieille et l'ours") (El cuento de la Enfermera)
  6. Ramage des enfants (alboroto de niños)
- Op. 60 - Variaciones sobre un Tema georgiano
- Op. 61 - Concierto para violín y orquesta (1915, revisado 1921)
- Op. 62 - Obras sacras (varias; 1915)
- Op. 63 - Sexteto para cuarteto de cuerdas, contrabajo y piano (1915, rev. 1921)
- Op. 64 - Salmo (1916 revisado 1923)
- Op. 65 - Sonatina (1917)
- Op. 66 - Sinfonía n º 2 en Si bemol (1917)
- Op. 67 - (sin obras asignadas a este número)
- Op. 68 - Vechernyaya pesn  [canción de noche], Cantata para tenor, coro y orquesta (1920)
- Op. 69 - Cuatro canciones (1919)
- Op. 70 - Valse-Impromptu  n.º 3
- Op. 71 - Cuatro canciones (1919-1920)

### Obras sin número de opus
- 6 piezas muy fáciles (1918-1919)
- Tocata y Fuga (1920)
- Canon (1923)
- Allegretto scherzando (1923)
- 2 Preludios
- Transcripción para piano del Canon de Pachelbel
- Transcripción para piano de "Kamarinskaya" (Glinka)